# Clerodendrum tomentellum
Clerodendrum tomentellum là một loài thực vật có hoa trong họ Hoa môi. Loài này được Hutch. & Dalziel mô tả khoa học đầu tiên năm 1931.